# Данилівка (Запорізький район)
Дани́лівка — село в Україні, у Запорізькому районі Запорізької області. Входить до складу Тернуватської селищної громади. Населення становить 28 осіб. До 2020 року орган місцевого самоврядування - Любицька сільська рада.

## Географія
Село Данилівка знаходиться на лівому березі річки Верхня Солона, яка через 1 км впадає в річку Верхня Терса, на протилежному березі розташоване село Лісне. Річка в цьому місці пересихає, на ній зроблена загата.